# 阿若憍陈如
阿若·憍陳如，又稱阿若憍陳如、阿若拘鄰、憍陳那、阿若憍憐、居鄰、居倫。佛教鹿野園的五比丘之一，是釋迦牟尼僧團第一位證阿罗汉果的僧侶，為僧團中最長老，常居上座，有「聖首」之稱。

## 名稱
全名阿若·憍陳如。
憍陳如是他的姓，為婆羅門的姓氏之一，又稱憍陳那、憍憐、拘鄰，意譯為火器，為釋迦牟尼母族的親戚，為摩耶夫人的弟弟(亦為佛的舅舅)。漢地古代譯師，如竺法護，認為可意譯為初知、已知、了教、了本際、知本際，在唐代後，这种译法被認為是誤譯，可能由於把他的姓氏當成了音近的本際。
阿若是他在證得阿羅漢果後才冠上的名字，aññasi 的意思是他明白了。阿若是名詞añña的音譯，其意思是證得究竟智，故譯為初解、勝解、勝智、終智。他在五人之中最早開悟，得证阿羅漢，因此被稱為阿若。

## 生平
憍陳如是婆羅門種性，住在現時的印度比哈爾地區。是公元前六世紀人士，比佛陀出生早。在釋迦太子剛出生後不久，迦毗羅衛國淨飯王邀請全國的知名占星學者八人到來，參加傳統的命名大典。他們仔細觀察太子的相貎特徵，其中七人都伸出兩個手指，表示有兩個可能性：成為轉輪聖王或佛陀。但他們之中最年輕及最有智慧的一位，即憍陳如只伸出一個手指，因為他注意到太子額前的頭髮向右曲着，故肯定地向大眾斷言，太子必然出家成佛。 當太子出家後，他被國王派去跟随悉达多沙门修道的五位随从之一，待到喬达摩沙门放弃极度的苦行后，他们以为喬达摩沙门退了道心而离开。当喬达摩沙门在菩提树下悟道，证得无上正等正觉，成为人间佛陀释迦牟尼佛后，亲自去鹿野苑找到这五位昔日的贤友，将自己证悟的四圣谛、八正道向他们进行了解释，听到佛初转法轮后，他们五位归依了佛陀，成为最早的五比丘，组成了佛教最初的僧团。阿若憍陈如听佛说《无我相经》后，马上证得阿罗汉果，成为佛教僧团中的第一位阿罗汉。

## 本事
有《本生經》故事说他的过去生有一世是杀佛过去生忍辱仙人的歌利王。
《大方便佛报恩经·孝养品》故事说久远前有个7岁的须阇提小太子，因宫中叛乱随父母逃出，路上干粮吃尽了，众人就快饿死，须阇提割肉给王父王母吃，并劝他们离开自己逃去邻国，在等死之际，须阇提将善业回向给父母和众生，大地为之震动，帝释天见此就来考验他，须阇提此时说出了名言“假使热铁轮，在我顶上旋，终不以此苦，退于无上道”，并且决意道如果没有妄语则身体恢复如初，随即果真恢复如初。帝释天于是赞叹须阇提，并请求须阇提得道後先渡自己；帝释天即憍陈如的前世，须阇提即释迦牟尼佛的前世，王父王母即释迦牟尼佛的父母。

## 外部連結
- 佛光大辭典-憍陳若[永久]
- CBETA  中華電子佛典協會

- 巴利語三藏(緬甸第六結集) （页面存档备份，存于）